# Koraalzee-eilanden

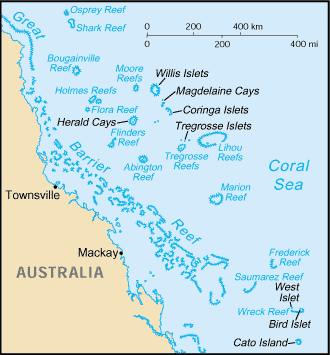

De Koraalzee-eilanden (Engels: Coral Sea Islands (CSI) of Coral Sea Islands Territory) vormen een eilandengroep in het Groot Barrièrerif ten noordoosten van Australië. De eilanden zijn onbewoond. Ze horen bij Australië en liggen verspreid over een gebied van meer dan een miljoen vierkante kilometer in de Koraalzee, maar hebben samen slechts een landoppervlakte van circa 3 vierkante kilometer. Allerlei vogels hebben er hun broedplaats.
Op Willis Island is een weerstation gevestigd waar sinds 1921 te allen tijde vier mensen verblijven die ieder halfjaar afgelost worden.

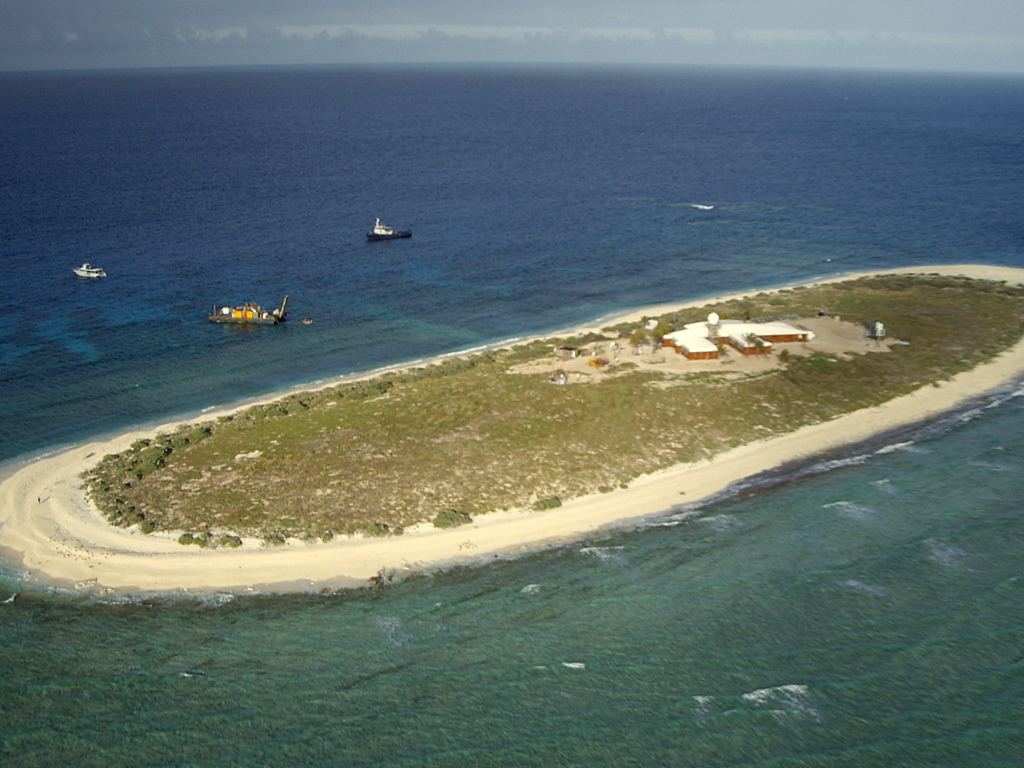
Willis Island
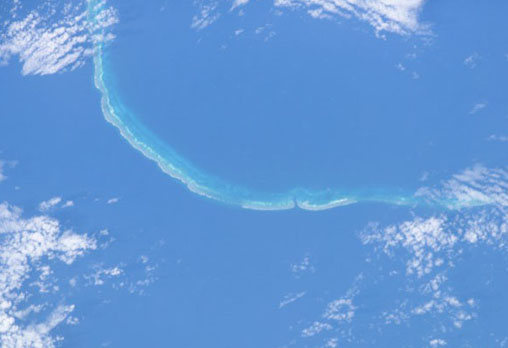
Saumarezrif
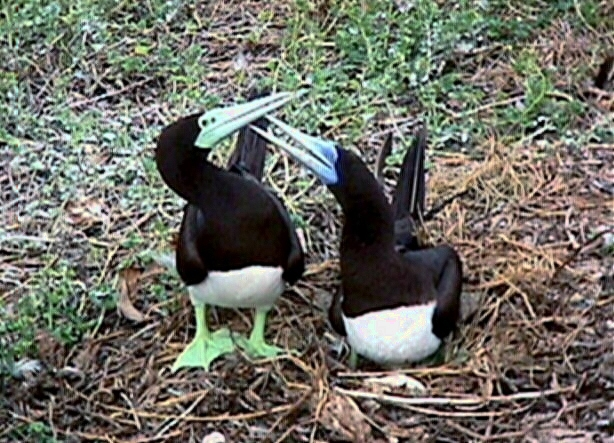
Bruine gent
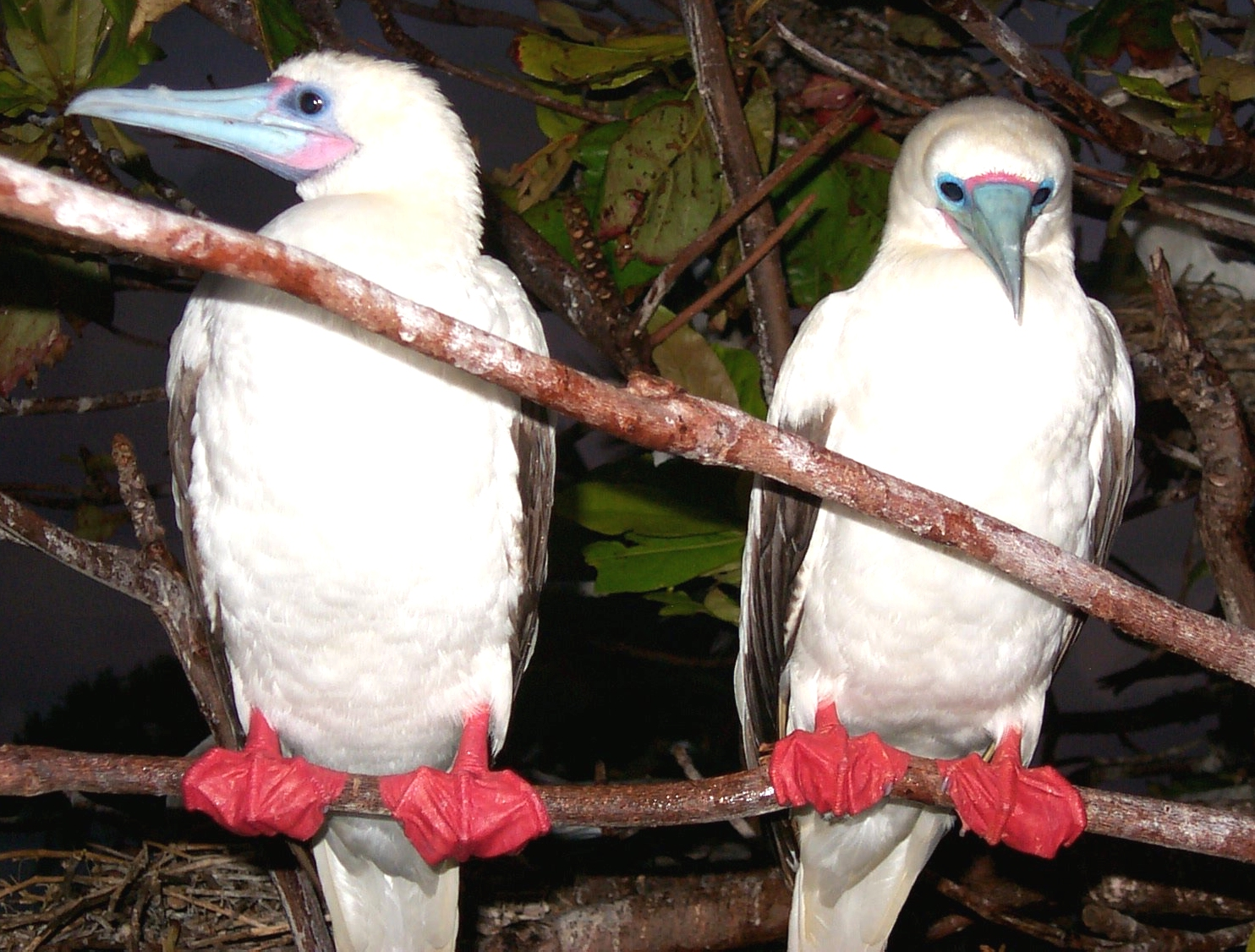
Roodpootgent